# Калошевић (Тешањ)
Калошевић је насељено мјесто у Босни и Херцеговини у општини Тешањ које административно припада Федерацији Босне и Херцеговине. Према попису становништва из 1991. у насељу је живјело 1.091 становника.

## Становништво
| Националност       | 1991.          | 1981.        | 1971.        |
| Муслимани          | 1.053 (96,51%) | 944 (94,58%) | 722 (97,96%) |
| Срби               | 25 (2,29%)     | 16 (1,60%)   | 14 (1,89%)   |
| Хрвати             | 2 (0,18%)      | 1 (0,10%)    | 1 (0,13%)    |
| Југословени        | 11 (1,00%)     | 35 (3,50%)   | 0            |
| остали и непознато | 0              | 2 (0,20%)    | 0            |
| Укупно             | 1.091          | 998          | 737          |